# Resnik (Pleternica)
Resnik is een plaats in de gemeente Pleternica in de Kroatische provincie Požega-Slavonië. De plaats telt 177 inwoners (2001).